# Michael (album)
Michael – pierwszy pośmiertny album Michaela Jacksona. W Polsce został wydany przez wytwórnię Epic Records 13 grudnia 2010 roku.
Wydawnictwo w Polsce uzyskało certyfikat platynowej płyty.

## Kontrowersje
Wiele fanów Króla Popu uważa, że utworów „Keep Your Head Up”, „Monster” oraz „Breaking News” nie śpiewa Michael Jackson. Podejrzewa się, że utwory są wykonywane przez najbardziej znanego imitatora głosu Jacksona – Jasona Malachi.
Wątpliwości, czy w utworach wyżej wymienionych śpiewa Michael Jackson mają również: matka artysty – Katherine, dwójka najstarszych jego dzieci – Prince i Paris, jak również siostra – La Toya i bratankowie – TJ, Taj i Taryll.
Co do autentyczności wokali niepewni także są wieloletni współpracownicy Jacksona, m.in. Quincy Jones oraz Bruce Swedien.

## Lista utworów
| 1.  | „Hold My Hand” (oraz Akon) (Aliaune Thiam, Giorgio Tuinfort, Claude Kelly)             | 3:32  |
|     |                                                                                        |       |
| 2.  | „Hollywood Tonight” (Michael Jackson, Brad Buxer)                                      | 4:30  |
|     |                                                                                        |       |
| 3.  | „Keep Your Head Up” (Michael Jackson, Eddie Cascio, James Porte)                       | 4:50  |
|     |                                                                                        |       |
| 4.  | „(I Like) The Way You Love Me” (Michael Jackson)                                       | 4:33  |
|     |                                                                                        |       |
| 5.  | „Monster” (gośc. 50 Cent) (Michael Jackson, Eddie Cascio, James Porte, Curtis Jackson) | 5:05  |
|     |                                                                                        |       |
| 6.  | „Best of Joy” (Michael Jackson)                                                        | 3:02  |
|     |                                                                                        |       |
| 7.  | „Breaking News” (Michael Jackson, Eddie Cascio, James Porte)                           | 4:14  |
|     |                                                                                        |       |
| 8.  | „(I Can’t Make It) Another Day” (gośc. Lenny Kravitz) (Lenny Kravitz)                  | 3:55  |
|     |                                                                                        |       |
| 9.  | „Behind the Mask” (Michael Jackson, Ryuichi Sakamoto, Chris Mosdell)                   | 5:01  |
|     |                                                                                        |       |
| 10. | „Much Too Soon” (Michael Jackson)                                                      | 4:33  |
|     |                                                                                        |       |
|     |                                                                                        | 43:15 |
|     |                                                                                        |       |